# إريك كلوز
إريك كلوز (بالإنجليزية: Eric Close) مواليد 24 مايو 1967 في جزيرة ستاتن، نيويورك، الولايات المتحدة، هو ممثل أمريكي بدأ مسيرته الفنية سنة 1991.

## الأعمال

### أفلام
- ليبرتي (2001)
- قناص أمريكي (2014)

### مسلسلات
- سانتا باربرا (1992) (بدور: سوير ووكر)
- السبعة الرائعون (1998)
- دون أثر (2002)
- دامو ستحيل (2005)
- عقول إجرامية (2010)
- سوتس (2011) (بدور: ترافيس تانر)
- القانون والنظام: الوحدة الخاصة للضحايا (2012) (بدور: كولين بارنز)

## روابط خارجية
- إريك كلوز على موقع IMDb (الإنجليزية)
- إريك كلوز على موقع ألو سيني (الفرنسية)
- إريك كلوز على موقع أول موفي (الإنجليزية)
- إريك كلوز على موقع قاعدة بيانات الأفلام السويدية (السويدية)
- إريك كلوز على موقع إن إن دي بي (الإنجليزية)
- إريك كلوز على موقع قاعدة بيانات الفيلم (الإنجليزية)
- إريك كلوز على موقع كينوبويسك (الروسية)